# 월마트
월마트 주식회사(영어: Wal-Mart Inc.)는 미국에 본사를 둔 유통 업체이다. 1962년 샘 월턴이 아칸소주에 작은 잡화점을 시작한 것에서 월마트의 역사는 시작된다. 아칸소주와 미주리주 일대에서 점포를 늘리면서 1969년 10월 31일 기업으로 설립하였고, 1972년에 뉴욕 증권거래소에 상장되었다.
월마트는 2010년 기준 매출액 4190억 달러로 세계 최대 기업이며, 종업원 수 200만 명으로 세계에서 가장 많은 근로자를 고용하고 있다. 따라서 월마트의 정책 결정이 타 기업들에 미치는 영향이 지대하다. 예를 들어, 2006년 초, 월마트는 재고관리의 효율성 개선을 위한 새로운 시스템을 도입했다. 이 단순한 변경만으로도 세계 1위의 세제 회사 P&G의 연초 매출액이 감소했다. 물론 P&G의 매출액 감소는 주식 가치 급락으로 이어졌다.
월마트는 멕시코에서는 월멕스라는 이름으로 운영된다. 영국에서는 ASDA라는 이름으로, 일본에서는 세이유 그룹이라는 이름으로 운영된다. 전액 출자 자회사는 아르헨티나, 브라질, 캐나다, 푸에르토리코, 영국에 소재한다. 북미 지역 외에서의 월마트의 투자는 실패한 곳도 있어 2006년에는 계속 적자를 보던 독일과 대한민국 시장에서 철수하였다. 대한민국의 월마트는 신세계그룹에 매각되어 이마트로 변경되었다. 브라질과 중화인민공화국에서도 매장 50곳이 철수된다.

## 역사

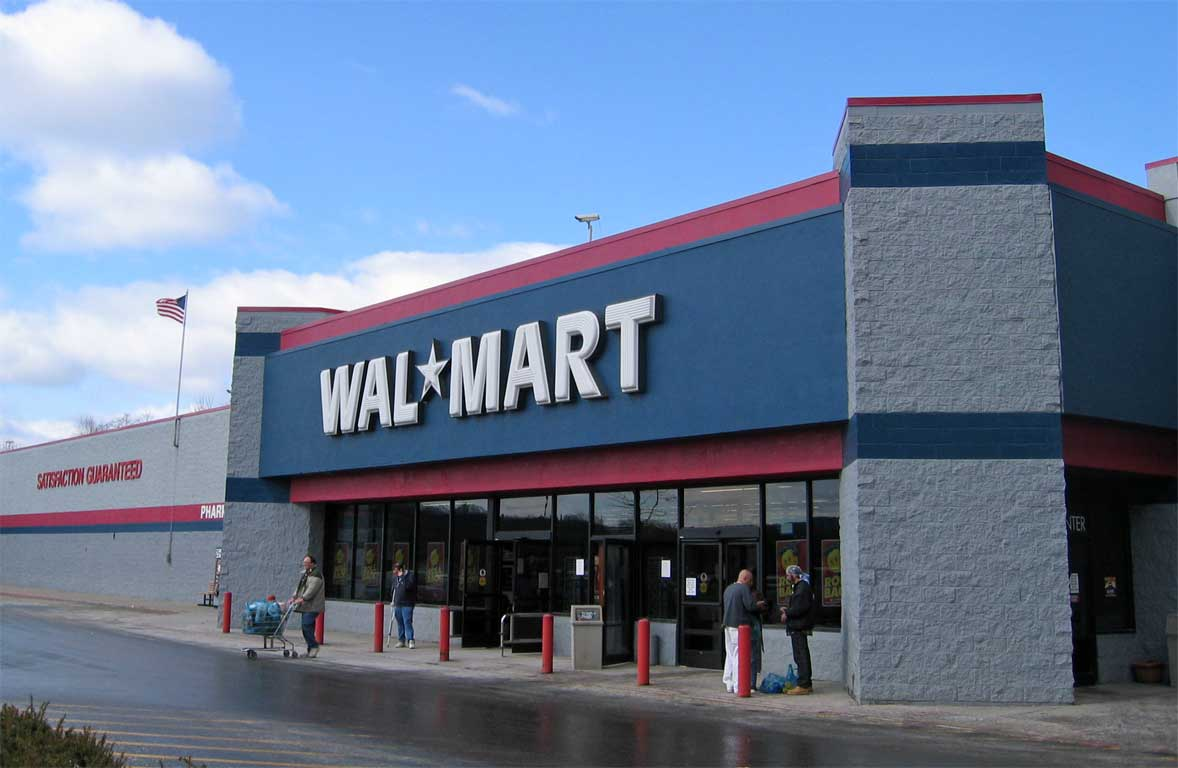
월마트 디스카운트 슈퍼센터 외부(미국 텍사스주)

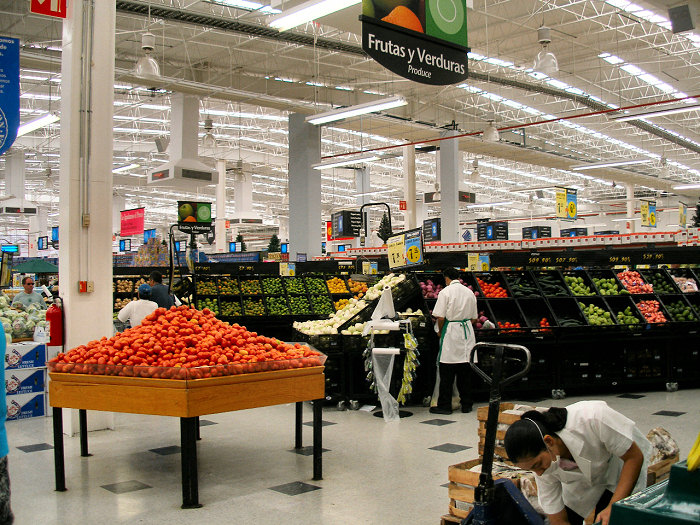
월마트 슈퍼센터 내부(멕시코)

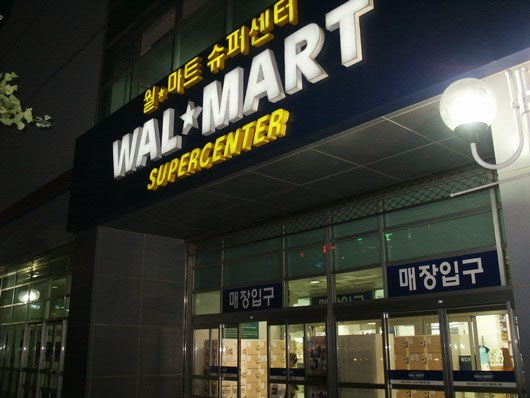
대한민국에 있던 월마트 점포의 외부 모습(2005년)

월마트의 창업자 샘 월턴은 1940년 6월 3일부터 아이오와주 디모인의 J.C. 페니 잡화점에서부터 시작하였고, 얼마 후 독립하여 여러 곳에 자신의 점포를 세우는 등 계속 십수년 간 유통업계에서 일을 하였다. 그러나 큰 성과를 내지는 못했다. 그런 가운데 샘 월턴은 1962년 7월 2일 아칸소주 서북부의 작은 도시 로저스에 잡화점을 개점하였고, 이것이 월마트의 시초가 된다. 월마트 1호점은 대단한 성과를 내지는 못했다. 그러나 그는 아칸소주 서북부 일대에 월마트 점포를 계속 늘려 5년 만에 점포수가 24개가 되었고, 1968년에는 인근 미주리주와 오클라호마주로도 진출했다. 1969년 월마트는 월마트 스토어스라는 회사가 되었고, 1970년 첫 점포를 세웠던 로저스 인근의 벤턴빌에 본사를 두었으며 38개의 점포에 1500명의 직원을 둔 중견 업체가 되었다. 중남부 여러 주에 점포망을 확충, 1975년 125개 점포에 직원수가 7500명에 달했다. 1980년대에 급격히 성장,
1983년에 창고형 대형 할인점인 샘스클럽을 오픈했고 샘스클럽도 성장하여 2007년 기준으로 미국에서만 579개나 되고 월마트 총 매출의 12% 차지한다. 1987년 점포수가 1,198개에 달했고 1988년 워싱턴주에 대형 할인점 브랜드인 "슈퍼센터"(Supercenter) 점포를 개설했다. 1989년 인공위성을 쏘아 올려 미국 전 지역을 연결하는 정보네트워크를 구축했고 1990년에는 케이마트를 추월하여 미국 최대의 유통업체가 되었다.1991년에 멕시코에 진출, 1994년에 캐나다에 진출, 브라질과 아르헨티나에서 1995년에 점포를 열었고, 1996년에는 중국, 1998년에는 독일, 대한민국에 진출했다. 영국의 슈퍼마켓 체인 아스다를 인수하였다. 2000년 매출 1910억 달러로 엑슨 모빌에 이어 세계 2위 기업이란 타이틀을 따냈다. 이는 창업 39년 만이다. 2002년 처음으로 포춘 500에서 첫 번째 순위 자리에 올라 규모 면에서 미국 제 1의 기업으로 성장했다.

## 기업 지배구조

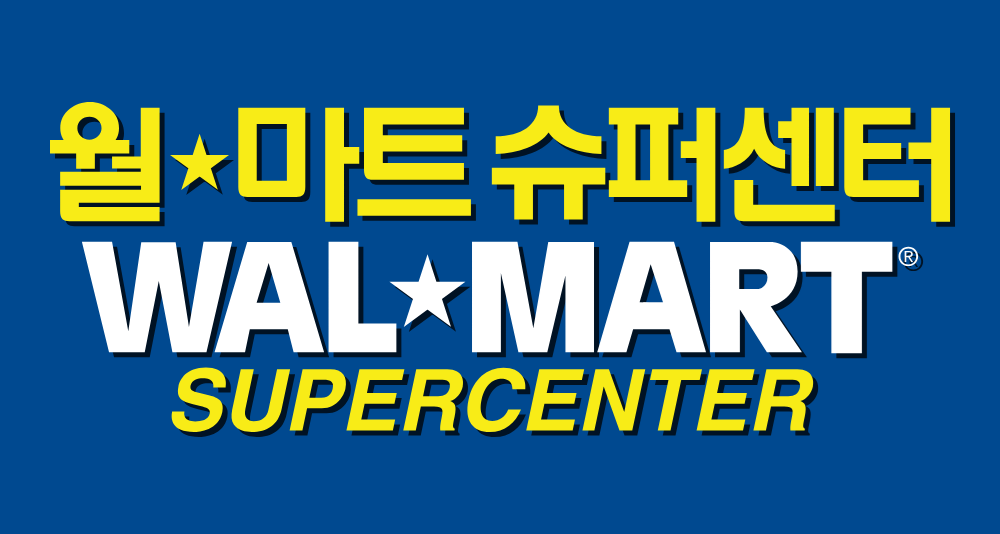

월마트의 급성장은 "샘 월턴 창업자-데이비드 글래스-리 스콧으로 이어지는 CEO 승계를 단 한번의 실수도 없이 완벽하게 해냈기에 가능한 일"이라는 게 전문가들의 평가이다. 리 스콧 사장은 2001년 3월 27일 월스트리트저널과의 인터뷰에서 "월마트의 성공적인 CEO 승계 5대 비결"을 소개했다. 첫째, CEO 후보들을 선발한 뒤 여러 분야를 경험시켜라. 전임 CEO였던 글래스는 퇴임 5년전부터 후보자들을 선별, 다양한 분야의 일을 맡기면서 경영자 훈련을 시켰다. 둘째, CEO 후보들을 이사회와 최대한 많이 접촉시켜라. 이사회가 원하는 리더십, 기업의 방향이 무엇인지 일찍부터 깨닫고 이에 대해 준비할 수 있도록 하기 위해서다. 셋째, 전임 CEO와 충분한 대화를 나눠라. 글래스는 CEO 퇴임 전후에 오랜 승계기간을 갖고 스콧 사장과 끊임없이 대화했다. 서로의 장단점, 예상되는 문제점들을 짚어본 덕분에 승계에 따른 충격을 최소화 할 수 있었다. 넷째, 부하 직원들로부터 보고를 받을 때는 CEO의 책상이 아닌 편한 장소를 택하라. 스콧 사장은 취임 초기 CEO 책상에 앉아서 딱딱하게 보고받는 일을 피했다. 부하 직원들이 긴장을 풀고 편하게 새 CEO를 맞이할 수 있도록 배려한 것이다.다섯째, 겸손하라. 명령만 내리면 모든 일이 이뤄질 것이라고 생각하면 큰 오산이다. 직원들을 통하지 않고는 아무 일도 이룰 수 없다. 월마트는 사외이사 16명이 전문경영인이거나 투자자, 은행가 등으로 구성돼 있으며 교수는 단 한 명도 없다.

## 운영
월마트는 US 월마트 스토어스, 샘스클럽, 월마트 인터내셔널의 세 부분으로 운영된다. US 월마트 스토어스는 월마트에서 가장 비중이 큰 분야로, 미국 내의 월마트 이름을 단 점포들을 담당한다.
월마트 스토어스의 점포들은 일반적인 대형할인점인 월마트 디스카운트 스토어(일반적으로 월마트라 함), 하이퍼마켓으로 식품 분야를 강화한 대형 할인점인 월마트 슈퍼센터(Walmart Supercenter), 지역 밀착형 소규모 슈퍼마켓 개념의 월마트 네이버후드 마켓(Walmart Neighborhood Market)으로 나뉜다.
2013년 8월 말 현재, 미국 내 점포수는 US 월마트 스토어스가 4092개, 샘즈클럽이 621개, 월마트 인터내셔널이 6242개에 달한다. 샘스클럽은 창고형 회원제 할인매장으로, 브라질, 중국, 멕시코, 푸에르토리코에도 샘스클럽 매장이 있다. 월마트 인터내셔널은 14개국에 진출한 월마트 점포들을 관리한다.

## 로고

1962-1964
1966-1981
1981-1992
1992-2008
2008-2025
2025-현재

### 스파크 로고

2007-2025
2025-현재
2025-현재 (앱 아이콘으로)